# Sasakia
Sasakia este un gen de fluturi din subfamilia Apaturinae, familia Nymphalidae. O specie reprezentativă este Sasakia charonda.